# Grasonville
 (juillet 2025).
Grasonville est une census-designated place située dans le comté de Queen Anne, dans l’État du Maryland, aux États-Unis. Lors du recensement de 2020, elle comptait 3 474 habitants.